# Ходжавенд
Ходжавенд (азерб. Xocavənd) — місто в Азербайджані, адміністративний центр Ходжавендського району Азербайджану. За часів окупації самопроголошеною НКР, був другим за населенням після Ханкенді містом, районним центром так званого «Мартунинського району».

## Назва
Тюркська назва Ходжавенд (азерб. Xocavənd) має перське походження. Так називалося невелике село в західному передмісті міста, яке до Карабаської війни мало переважно азербайджанське населення. Цю назву місто, по суті, отримало 1991 року, однак на ділі назву було офіційно впроваджено у вжиток 2023 року, після розпуску Нагірно-Карабаської Республіки.
Історично містечко називалося Хонашен (вірм. Խոնաշեն, також азерб. Xonaşen або тур. Honaşen). Ця назва вірменського походження і складається з двох частин: хона (вірм. խոնա — весна, розквіт) та шен (вірм. շեն — село). Тобто, процвітаюче село. Таку ж назву має і невелика річка, що тече поблизу.
У 1925 році місто отримало назву Мартуні (вірм. Մարտունի) на честь радянського революціонера та партійця Фьодора М'яснікана, також відомого на прізвисько Мартуні, який того року загинув в авіатрощі. Ця назва і досі лишається найпоширенішою назвою поселення.

## Розташування
Місто розташоване на невеликій річці Хонашен, на східних схилах Карабаського хребта. В місті проживає 4 878 жителів (2005).
Від міста відходять кілька трас:
- Мартуні — Ханкенді. Пряма траса, що поєднує зі столицею;
- Мартуні — Кармір Шука (знаходиться на трасі «Північ-південь»). Поєднує з західною частиною району та головною трасою, що проходить з півночі на південь через усю республіку;
- Мартуні — Акн (розвилка на Аскеран, Іванян та Степанакерт) — Мартакерт. Стара траса, що час від часу ремонтується.
- Мартуні — Варанда — Гадрут — Джракан — Міджнаван — Мегрі. До Гадруту задовільної якості, а далі в незадовільному стані.

У місті є Церква Святого Нерсеса Великого.

## Галерея

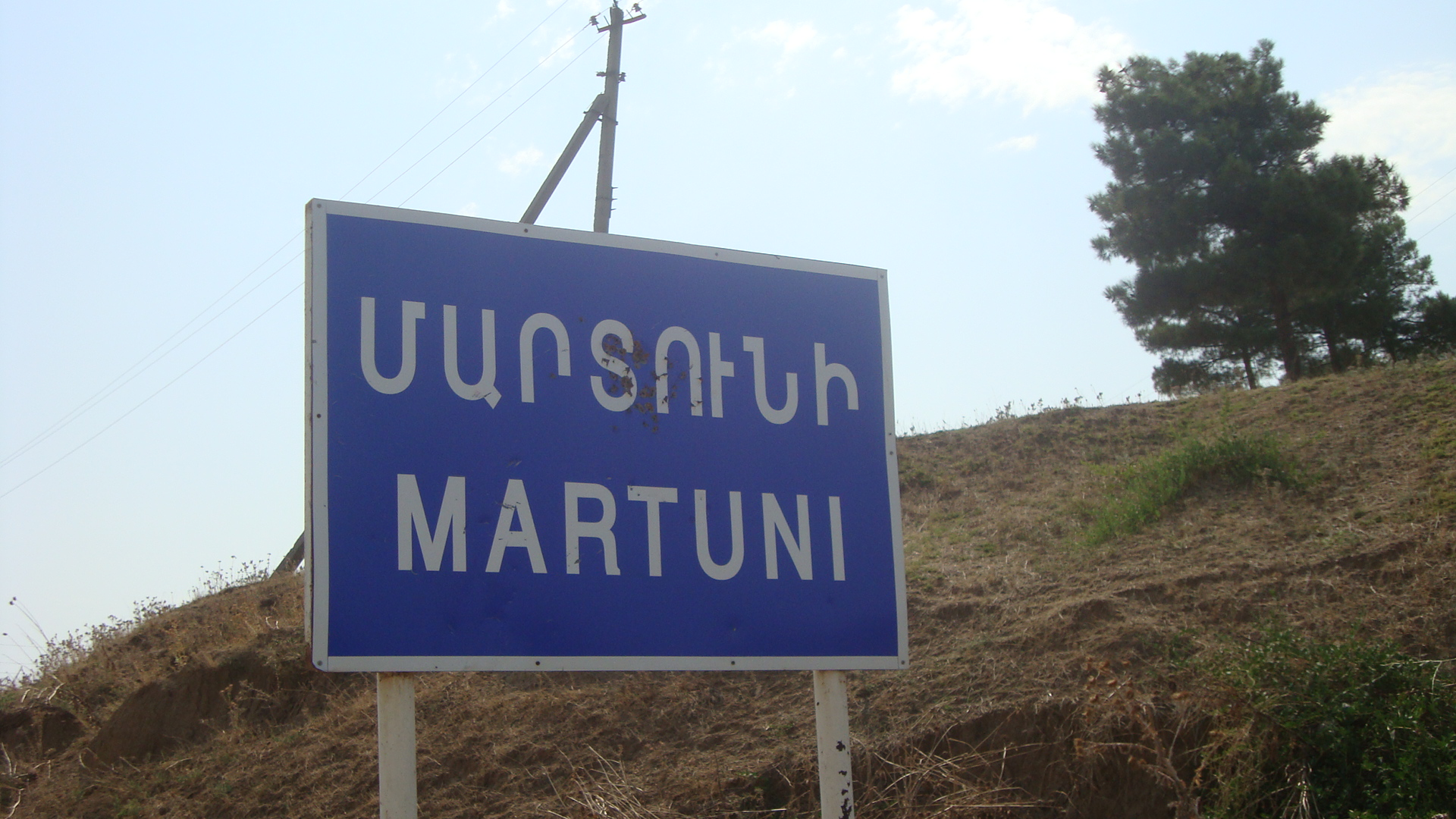
Табличка при в'їзді в місто.
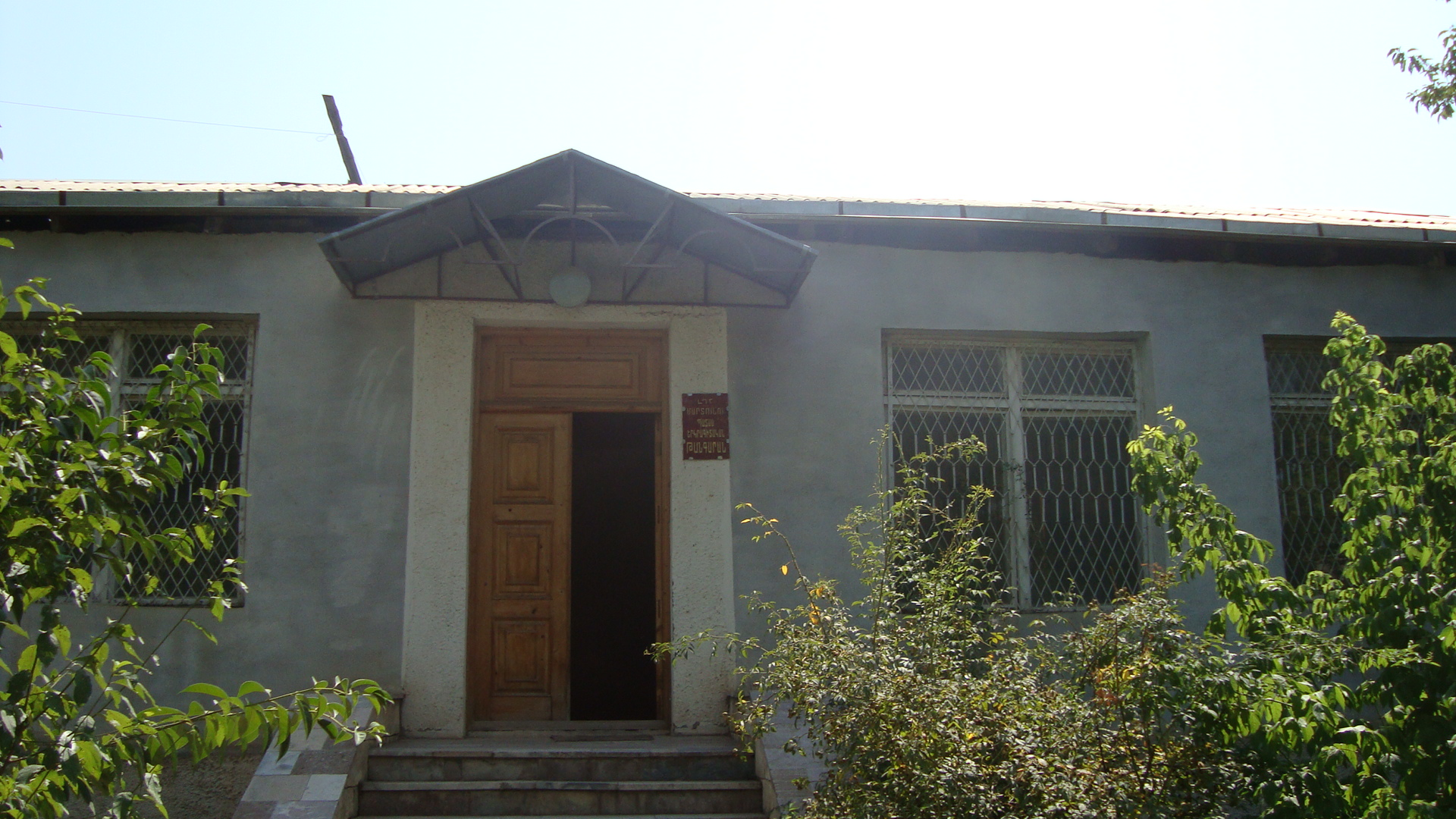
Будівля краєзнавчого музею.
Табличка на будинку. Вірменською, російською та англійською мовами написано вул. Азатамартікнері (Визволителів), 4.
Церква, зовнішній вигляд.
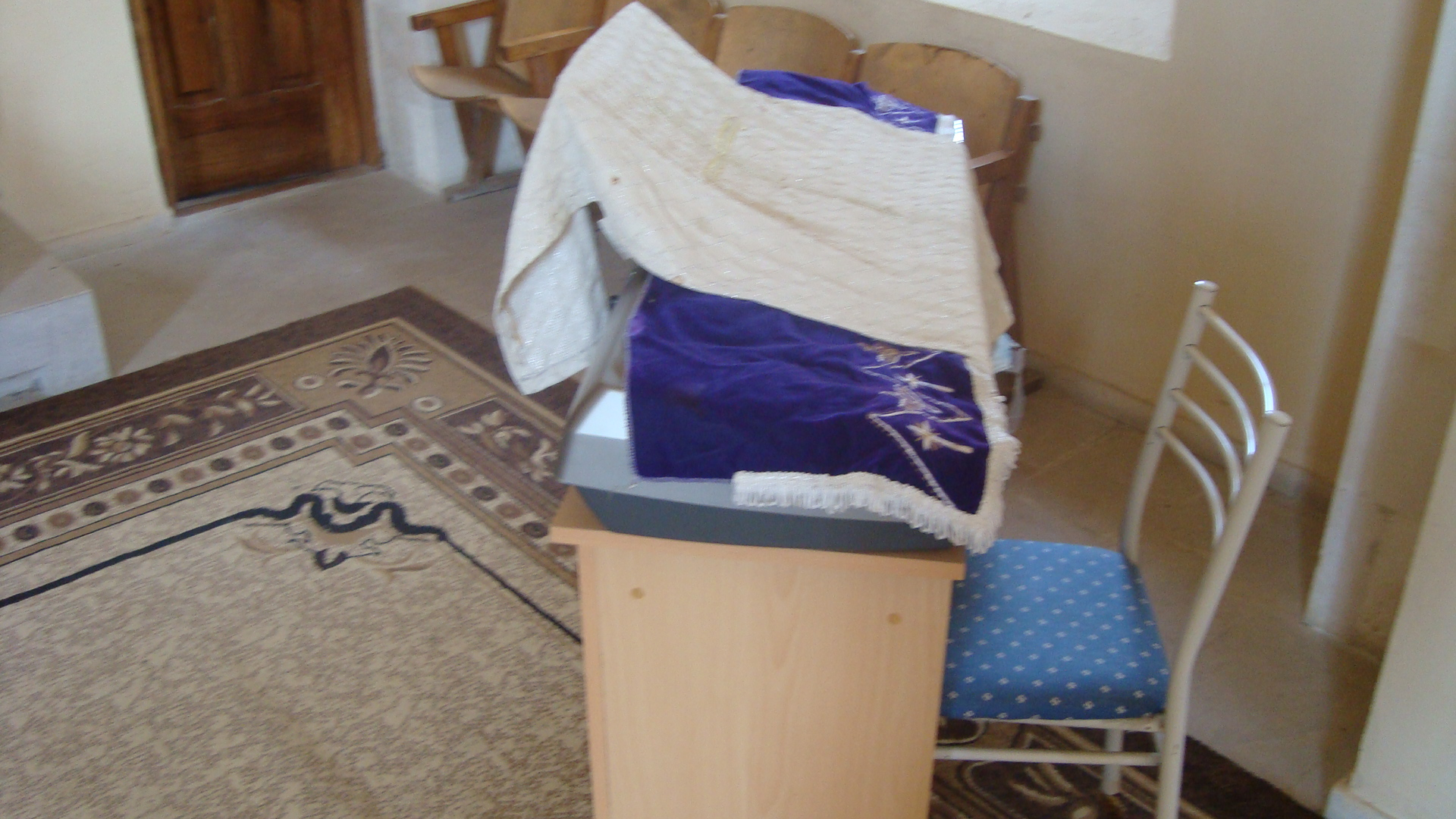
Церква, внутрішній вигляд.
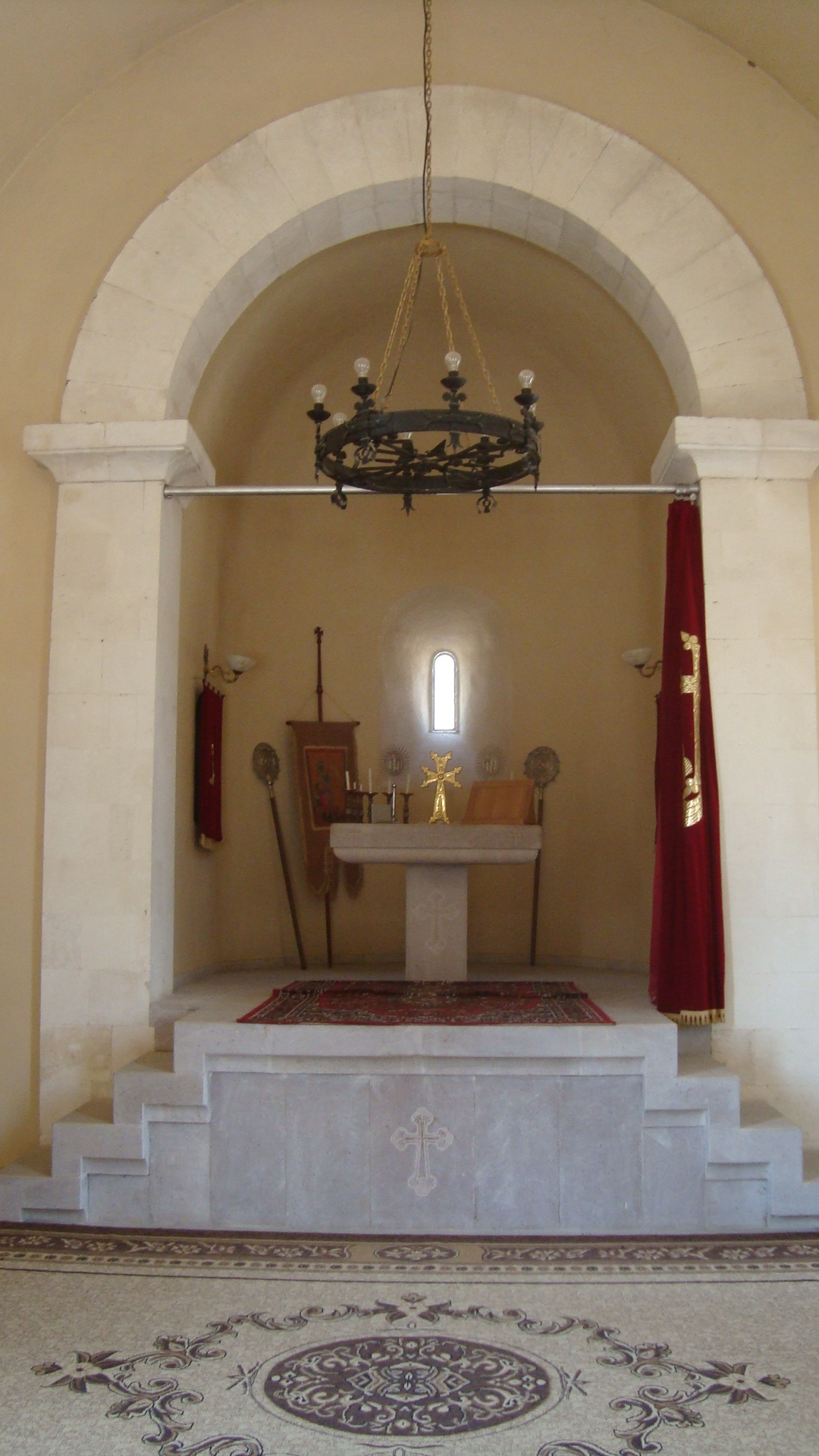
Церква, внутрішній вигляд.
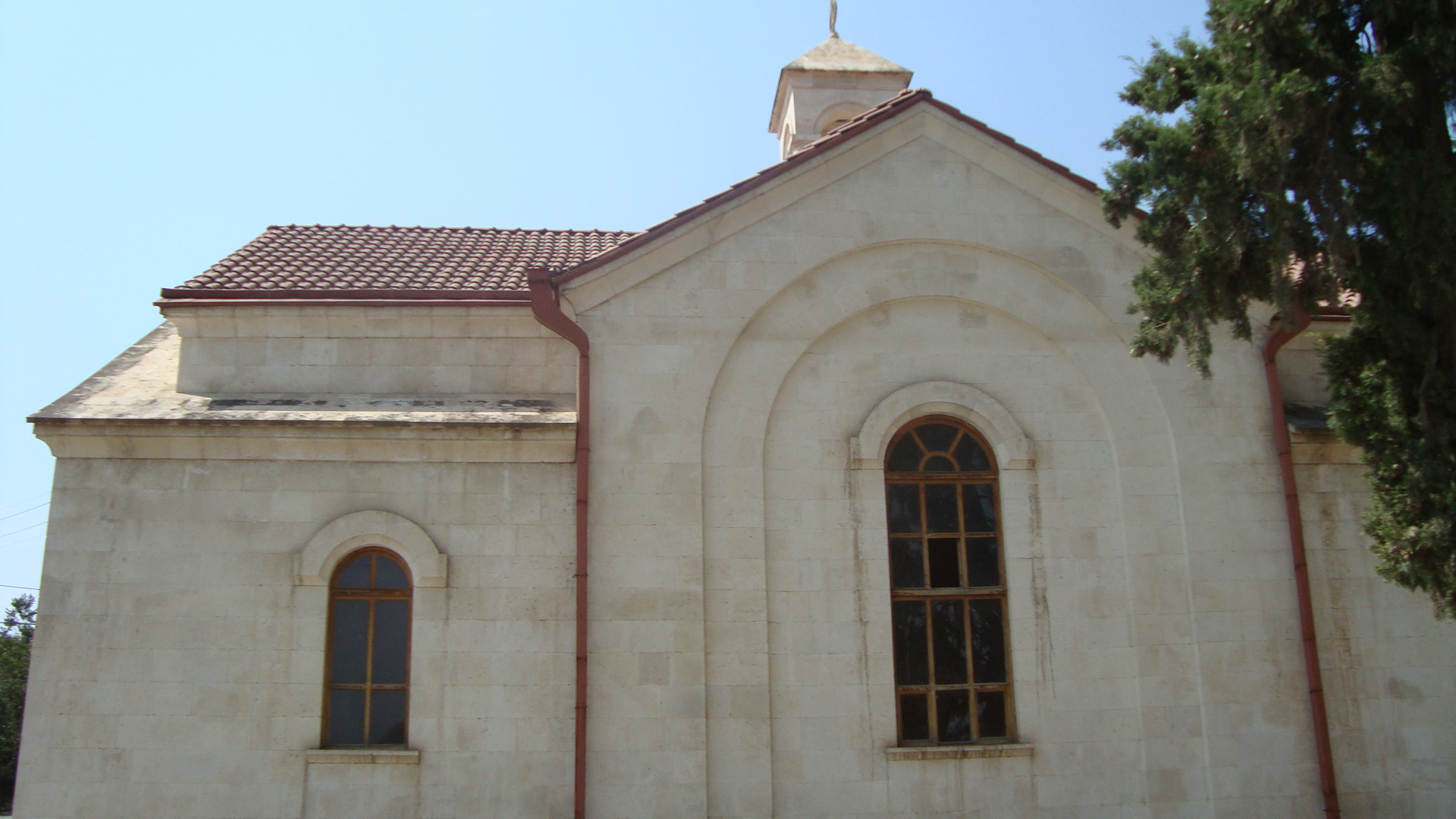
Церква, зовнішній вигляд.

## Міста-побратими
- Ле-Пенн-Мірабо (фр. Les Pennes-Mirabeau), Франція[11]